# Franco Bordoni
Pour les articles homonymes, voir Bordoni.
Franco Bordoni (né le 10 janvier 1913 à Milan et mort le 15 septembre 1975 à Zoagli) est un ancien aviateur italien, également pilote de course automobile de 1949 à 1959. 

## Palmarès en sport automobile
Il a remporté entre autres trois fois consécutivement le Grand Prix Sport de Pergusa, sur Gordini (T15S 2.3 puis T24S 3.0), et sur Maserati A6 GCS.